# 21e étape du Tour d'Italie 2013
La 21e et dernière étape du Tour d'Italie 2013 s'est déroulée le dimanche 26 mai 2013 sur une distance de 206 km. Le départ est donné à Riese Pio X et l'arrivée a lieu à Brescia, rompant comme lors des éditions 2009 et 2010 du Giro avec la traditionnelle arrivée finale à Milan devant le siège de l'organisateur de l'épreuve.
Mauro Santambrogio est disqualifié après un contrôle positif à l'EPO effectué au terme de la première étape. Il perd les résultats et classements de cette étape ainsi que les classements finals.

## Parcours de l'étape
Cette dernière étape est longue de 206 km. Le départ est donné à Riese Pio X et l'arrivée a lieu à Brescia, rompant comme lors des éditions 2009 et 2010 du Giro avec la traditionnelle arrivée finale à Milan devant le siège de l'organisateur de l'épreuve. La fin d'étape est courue dans les rues de Brescia, sur un circuit de 4,2 km parcouru sept fois. Pour des raisons externes à l'épreuve, à savoir la tenue d'élections municipales, deux tours du circuit final sont finalement rajoutés après que les coureurs ont dû emprunter un raccourci avant l'arrivée sur la boucle finale. Le second sprint intermédiaire est ainsi reculé de deux tours de circuit[réf. nécessaire].

## Déroulement de la course
La première partie de la course, jusqu'à Brescia, est calme, uniquement animée par le premier sprint intermédiaire. Mark Cavendish s'y impose et ne compte plus que trois points de retard sur Vincenzo Nibali au classement par points. À l'entrée du circuit final, le peloton laisse Stefano Garzelli afin qu'il fasse ses adieux au Tour d'Italie sous les applaudissements du public.
Une mauvaise information sur le deuxième sprint intermédiaire amène Cavendish à sprinter deux fois pour être le premier à passer sur la ligne d'arrivée, et s'assurer ainsi la victoire au classement par points. Dans le dernier kilomètre, l'équipe Cannondale est en tête du peloton pour emmener le sprint d'Elia Viviani. Sacha Modolo (Bardiani Valvole-CSF Inox) se lance, mais Mark Cavendhis le dépasse sans difficulté et s'impose pour la cinquième fois durant ce Tour d'Italie. Il achève ces trois semaines de course en ayant remporté tous les sprints disputés. Il s'adjuge le maillot rouge. Il compte désormais une victoire au classement par points de chacun des trois grands tours.
Le classement général et les autres classements annexes ne connaissent pas de changement. Vincenzo Nibali (Astana) remporte ce Tour d'Italie, devant Rigoberto Urán (Sky) et Cadel Evans (BMC). Stefano Pirazzi (Bardiani Valvole-CSF Inox) gagne le classement de la montagne, Rafael Andriato (Vini Fantini-Selle Italia) celui des sprints,	Carlos Betancur (AG2R La Mondiale) est meilleur jeune et Sky meilleure équipe,,.

## Résultats de l'étape

### Classement à l'arrivée
| Classement de l'étape | Classement de l'étape | Classement de l'étape | Classement de l'étape     | Classement de l'étape | Classement de l'étape |
|                       | Coureur               | Pays                  | Équipe                    |                       | Temps                 |
| --------------------- | --------------------- | --------------------- | ------------------------- | --------------------- | --------------------- |
| Vainqueur             | Mark Cavendish        | Grande-Bretagne       | Omega Pharma-Quick Step   | en                    | 5 h 30 min 9 s        |
| 2e                    | Sacha Modolo          | Italie                | Bardiani Valvole-CSF Inox |                       | m.t                   |
| 3e                    | Elia Viviani          | Italie                | Cannondale                |                       | m.t                   |
| 4e                    | Giacomo Nizzolo       | Italie                | RadioShack-Leopard        |                       | m.t                   |
| 5e                    | Luka Mezgec           | Slovénie              | Argos-Shimano             |                       | m.t                   |
| 6e                    | Roberto Ferrari       | Italie                | Lampre-Merida             |                       | m.t                   |
| 7e                    | Kenny Dehaes          | Belgique              | Lotto-Belisol             |                       | m.t                   |
| 8e                    | Manuel Belletti       | Italie                | AG2R La Mondiale          |                       | m.t                   |
| 9e                    | Giovanni Visconti     | Italie                | Movistar                  |                       | m.t                   |
| 10e                   | Luca Paolini          | Italie                | Katusha                   |                       | m.t                   |
| modifier              |                       |                       |                           |                       |                       |

### Sprints
| 1. Sprint intermédiaire de Sirmione (km 129,1) | 1. Sprint intermédiaire de Sirmione (km 129,1) | 1. Sprint intermédiaire de Sirmione (km 129,1) | 1. Sprint intermédiaire de Sirmione (km 129,1) | 1. Sprint intermédiaire de Sirmione (km 129,1) | 1. Sprint intermédiaire de Sirmione (km 129,1) |
|                                                | Coureur                                        | Pays                                           | Équipe                                         |                                                | Point(s)                                       |
| ---------------------------------------------- | ---------------------------------------------- | ---------------------------------------------- | ---------------------------------------------- | ---------------------------------------------- | ---------------------------------------------- |
| 1er                                            | Mark Cavendish                                 | Grande-Bretagne                                | Omega Pharma-Quick Step                        |                                                | 8                                              |
| 2e                                             | Giovanni Visconti                              | Italie                                         | Movistar                                       |                                                | 6                                              |
| 3e                                             | Rafael Andriato                                | Brésil                                         | Vini Fantini-Selle Italia                      |                                                | 4                                              |
| 4e                                             | Cameron Wurf                                   | Australie                                      | Cannondale                                     |                                                | 3                                              |
| 5e                                             | Francisco Ventoso                              | Espagne                                        | Movistar                                       |                                                | 2                                              |
| 6e                                             | Pim Ligthart                                   | Pays-Bas                                       | Vacansoleil-DCM                                |                                                | 1                                              |
| modifier                                       |                                                |                                                |                                                |                                                |                                                |

| 2. Sprint intermédiaire de Brescia, 5e passage sur la ligne d'arrivée (km 184,6) | 2. Sprint intermédiaire de Brescia, 5e passage sur la ligne d'arrivée (km 184,6) | 2. Sprint intermédiaire de Brescia, 5e passage sur la ligne d'arrivée (km 184,6) | 2. Sprint intermédiaire de Brescia, 5e passage sur la ligne d'arrivée (km 184,6) | 2. Sprint intermédiaire de Brescia, 5e passage sur la ligne d'arrivée (km 184,6) | 2. Sprint intermédiaire de Brescia, 5e passage sur la ligne d'arrivée (km 184,6) |
|                                                                                  | Coureur                                                                          | Pays                                                                             | Équipe                                                                           |                                                                                  | Point(s)                                                                         |
| -------------------------------------------------------------------------------- | -------------------------------------------------------------------------------- | -------------------------------------------------------------------------------- | -------------------------------------------------------------------------------- | -------------------------------------------------------------------------------- | -------------------------------------------------------------------------------- |
| 1er                                                                              | Mark Cavendish                                                                   | Grande-Bretagne                                                                  | Omega Pharma-Quick Step                                                          |                                                                                  | 8                                                                                |
| 2e                                                                               | Giovanni Visconti                                                                | Italie                                                                           | Movistar                                                                         |                                                                                  | 6                                                                                |
| 3e                                                                               | José Herrada                                                                     | Espagne                                                                          | Movistar                                                                         |                                                                                  | 4                                                                                |
| 4e                                                                               | Matteo Trentin                                                                   | Italie                                                                           | Omega Pharma-Quick Step                                                          |                                                                                  | 3                                                                                |
| 5e                                                                               | Julien Vermote                                                                   | Belgique                                                                         | Omega Pharma-Quick Step                                                          |                                                                                  | 2                                                                                |
| 6e                                                                               | Michał Gołaś                                                                     | Pologne                                                                          | Omega Pharma-Quick Step                                                          |                                                                                  | 1                                                                                |
| modifier                                                                         |                                                                                  |                                                                                  |                                                                                  |                                                                                  |                                                                                  |

| Sprint final de Brescia (km 206) | Sprint final de Brescia (km 206) | Sprint final de Brescia (km 206) | Sprint final de Brescia (km 206) | Sprint final de Brescia (km 206) | Sprint final de Brescia (km 206) |
|                                  | Coureur                          | Pays                             | Équipe                           |                                  | Point(s)                         |
| -------------------------------- | -------------------------------- | -------------------------------- | -------------------------------- | -------------------------------- | -------------------------------- |
| 1er                              | Mark Cavendish                   | Grande-Bretagne                  | Omega Pharma-Quick Step          |                                  | 25                               |
| 2e                               | Sacha Modolo                     | Italie                           | Bardiani Valvole-CSF Inox        |                                  | 20                               |
| 3e                               | Elia Viviani                     | Italie                           | Cannondale                       |                                  | 16                               |
| 4e                               | Giacomo Nizzolo                  | Italie                           | RadioShack-Leopard               |                                  | 14                               |
| 5e                               | Luka Mezgec                      | Slovénie                         | Argos-Shimano                    |                                  | 12                               |
| 6e                               | Roberto Ferrari                  | Italie                           | Lampre-Merida                    |                                  | 10                               |
| 7e                               | Kenny Dehaes                     | Belgique                         | Lotto-Belisol                    |                                  | 9                                |
| 8e                               | Manuel Belletti                  | Italie                           | AG2R La Mondiale                 |                                  | 8                                |
| 9e                               | Giovanni Visconti                | Italie                           | Movistar                         |                                  | 7                                |
| 10e                              | Luca Paolini                     | Italie                           | Katusha                          |                                  | 6                                |
| 11e                              | Brett Lancaster                  | Australie                        | Orica-GreenEDGE                  |                                  | 5                                |
| 12e                              | Francisco Ventoso                | Espagne                          | Movistar                         |                                  | 4                                |
| 13e                              | Ioánnis Tamourídis               | Grèce                            | Euskaltel Euskadi                |                                  | 3                                |
| 14e                              | Robert Hunter                    | Afrique du Sud                   | Garmin-Sharp                     |                                  | 2                                |
| 15e                              | Marco Canola                     | Italie                           | Bardiani Valvole-CSF Inox        |                                  | 1                                |
| modifier                         |                                  |                                  |                                  |                                  |                                  |

## Classements à l'issue de l'étape / Classements finals du Tour d'Italie

### Classement général
| Classement général | Classement général | Classement général | Classement général        | Classement général | Classement général |
|                    | Coureur            | Pays               | Équipe                    |                    | Temps              |
| ------------------ | ------------------ | ------------------ | ------------------------- | ------------------ | ------------------ |
| Vainqueur          | Vincenzo Nibali    | Italie             | Astana                    | en                 | 84 h 53 min 28 s   |
| 2e                 | Rigoberto Urán     | Colombie           | Sky                       | +                  | 4 min 43 s         |
| 3e                 | Cadel Evans        | Australie          | BMC Racing                |                    | 5 min 52 s         |
| 4e                 | Michele Scarponi   | Italie             | Lampre-Merida             |                    | 6 min 48 s         |
| 5e                 | Carlos Betancur    | Colombie           | AG2R La Mondiale          |                    | 7 min 28 s         |
| 6e                 | Przemysław Niemiec | Pologne            | Lampre-Merida             |                    | 7 min 43 s         |
| 7e                 | Rafał Majka        | Pologne            | Saxo-Tinkoff              |                    | 8 min 9 s          |
| 8e                 | Beñat Intxausti    | Espagne            | Movistar                  |                    | 10 min 26 s        |
| 9e                 | Mauro Santambrogio | Italie             | Vini Fantini-Selle Italia |                    | 10 min 32 s        |
| 10e                | Domenico Pozzovivo | Italie             | AG2R La Mondiale          |                    | 10 min 59 s        |
| modifier           |                    |                    |                           |                    |                    |

### Classement par points
| Classement par points | Classement par points | Classement par points | Classement par points   | Classement par points | Classement par points |
|                       | Coureur               | Pays                  | Équipe                  |                       | Point(s)              |
| --------------------- | --------------------- | --------------------- | ----------------------- | --------------------- | --------------------- |
| Vainqueur             | Mark Cavendish        | Grande-Bretagne       | Omega Pharma-Quick Step |                       | 158                   |
| 2e                    | Vincenzo Nibali       | Italie                | Astana                  |                       | 128                   |
| 3e                    | Cadel Evans           | Australie             | BMC Racing              |                       | 111                   |
| modifier              |                       |                       |                         |                       |                       |

### Classement du meilleur grimpeur
| Classement du meilleur grimpeur | Classement du meilleur grimpeur | Classement du meilleur grimpeur | Classement du meilleur grimpeur | Classement du meilleur grimpeur | Classement du meilleur grimpeur |
|                                 | Coureur                         | Pays                            | Équipe                          |                                 | Point(s)                        |
| ------------------------------- | ------------------------------- | ------------------------------- | ------------------------------- | ------------------------------- | ------------------------------- |
| Vainqueur                       | Stefano Pirazzi                 | Italie                          | Bardiani Valvole-CSF Inox       |                                 | 82                              |
| 2e                              | Giovanni Visconti               | Italie                          | Movistar                        |                                 | 45                              |
| 3e                              | Vincenzo Nibali                 | Italie                          | Astana                          |                                 | 45                              |
| modifier                        |                                 |                                 |                                 |                                 |                                 |

### Classement du meilleur jeune
| Classement du meilleur jeune | Classement du meilleur jeune | Classement du meilleur jeune | Classement du meilleur jeune | Classement du meilleur jeune | Classement du meilleur jeune |
|                              | Coureur                      | Pays                         | Équipe                       |                              | Temps                        |
| ---------------------------- | ---------------------------- | ---------------------------- | ---------------------------- | ---------------------------- | ---------------------------- |
| Vainqueur                    | Carlos Betancur              | Colombie                     | AG2R La Mondiale             | en                           | 85 h 0 min 56 s              |
| 2e                           | Rafał Majka                  | Pologne                      | Saxo-Tinkoff                 | +                            | 41 s                         |
| 3e                           | Wilco Kelderman              | Pays-Bas                     | Blanco                       |                              | 12 min 50 s                  |
| modifier                     |                              |                              |                              |                              |                              |

### Classements par équipes

#### Classement au temps
| Classement par équipes au temps | Classement par équipes au temps | Classement par équipes au temps | Classement par équipes au temps | Classement par équipes au temps |
|                                 | Équipes                         | Pays                            |                                 | Temps                           |
| ------------------------------- | ------------------------------- | ------------------------------- | ------------------------------- | ------------------------------- |
| Vainqueur                       | Sky                             | Royaume-Uni                     | en                              | 254 h 34 min 25 s               |
| 2e                              | Astana                          | Kazakhstan                      | +                               | 4 min 29 s                      |
| 3e                              | Movistar                        | Espagne                         |                                 | 7 min 27 s                      |
| modifier                        |                                 |                                 |                                 |                                 |

#### Classement aux points
| Classement par équipes aux points | Classement par équipes aux points | Classement par équipes aux points | Classement par équipes aux points | Classement par équipes aux points |
|                                   | Équipes                           | Pays                              |                                   | Point(s)                          |
| --------------------------------- | --------------------------------- | --------------------------------- | --------------------------------- | --------------------------------- |
| Vainqueur                         | Movistar                          | Espagne                           |                                   | 281                               |
| 2e                                | Sky                               | Royaume-Uni                       |                                   | 276                               |
| 3e                                | AG2R La Mondiale                  | France                            |                                   | 273                               |
| modifier                          |                                   |                                   |                                   |                                   |